# Vieques
Vieques (in spagnolo: isla de Vieques), è un'isola e al tempo stesso un comune di Porto Rico. Si trova nello stretto di Vieques, a 10 km dalla costa orientale portoricana e 14 km a sud di Culebra, in quella fascia di mare che separa il mar dei Caraibi dall'oceano Atlantico, denominata stretto delle Vergini. È la penultima isola più orientale delle grandi Antille e, assieme a Culebra e a numerosi scogli e isole minori, forma l'arcipelago delle Isole Vergini spagnole. L'agglomerato urbano principale è Isabel Segunda ed è considerato il capoluogo dell'area comunale, che è suddivisa in 8 circoscrizioni (barrios). Il territorio comunale dell'isola di Vieques include 213,15 km² di acque territoriali oltre ai 135 km² di superficie per un totale di 348,15 km².

## Circoscrizioni
1. Florida
2. Isabel Segunda (capoluogo comunale)
3. Llave
4. Mosquito
5. Puerto Diablo
6. Puerto Ferro
7. Puerto Real
8. Punta Arenas